# Алисия Фокс
Викто́рия Элизабет Кро́уфорд (англ. Victoria Elizabeth Crawford, род. 30 июня 1986 года, Понте-Ведра-Бич, Флорида, США) — американская модель, актриса и профессиональный рестлер, в настоящее время выступающая в WWE под именем Али́сия Фокс.
В 2006 году Кроуфорд подписала контракт с WWE после чего была отправлена в подготовительное отделение компании — Ohio Valley Wrestling, где 20 октября она завоевала титул чемпиона OVW среди женщин. В 2007 году Кроуфорд была переведена в новую тренировочную площадку WWE — Florida Championship Wrestling, где регулярно выступала до 2009 года. В июне 2008 года Кроуфорд дебютировала в SmackDown! под именем Алисия Фокс.. В ноябре девушка была переведена на бренд ECW, где выступала в качестве менеджера Диджея Гэбриэла. Начиная с 2010 года Фокс стала регулярно бороться за титул чемпиона WWE среди див, а, завоевав его в июне 2010 года, стала первой афро-американской чемпионкой в истории WWE . С октября 2014 года Кроуфорд участвует в съёмках реалити-шоу канала E! Total Divas .

## Карьера в профессиональном рестлинге

### World Wrestling Entertainment

#### Ohio Valley Wrestling (2006—2007)
В 2006 году Кроуфорд подписала контракт с WWE и была переведена в подготовительное подразделение Ohio Valley Wrestling (OVW). Она дебютировала в OVW 1 июля 2006 года в роли специально приглашенного судьи в матче между Шели Мартинес и ODB. Первый выход девушки на ринг в качестве рестлера состоялся 6 сентября, когда она под именем Тори приняла участие в Королевской битве OVW. После дебюта она стала регулярно участвовать как в одиночных, так и командных матчах против таких соперников, как Микки Джеймс, ODB и Кэти Ли. В конце сентября она также стала отыгрывать роль менеджера Элая Бёрка и начала сопровождала того во время выходов на ринг. 18 октября девушка вновь выступила под своим настоящим именем, приняв участие в поединке за титул женского чемпиона OVW против Бет Финикс, но победить ей в нём не удалось из-за вмешательства Серены Диб. Однако уже через два дня она сумела взять реванш и стать женским чемпионом OVW. 21 октября прошёл матч на выбывание 8 див за чемпионский титул, в котором Финикс сумела вернуть себе титул. Позже руководство OVW решило не учитывать завоевание Кроуфорд чемпионского титула и официально два чемпионских срока Финикс считается как один непрерывный. В начале 2007 года Кроуфорд продолжила вражду с Финикс, проведя против чемпионки несколько командных матчей, в которых напарницей Бет была ODB, а Виктории — Ли или Диб. Кроме того девушка участвовала в конкурсе Мисс OVW, победительницей которого стала ODB. В апреле Кроуфорд провела серию поединков против Милены Роук, а позже стала враждовать с Марис Уэлле. Её последнее появление в OVW прошло 21 июля, когда она приняла участие в трёхстороннем матче за титул женского чемпиона OVW.

#### Florida Championship Wrestling (2007—2009)

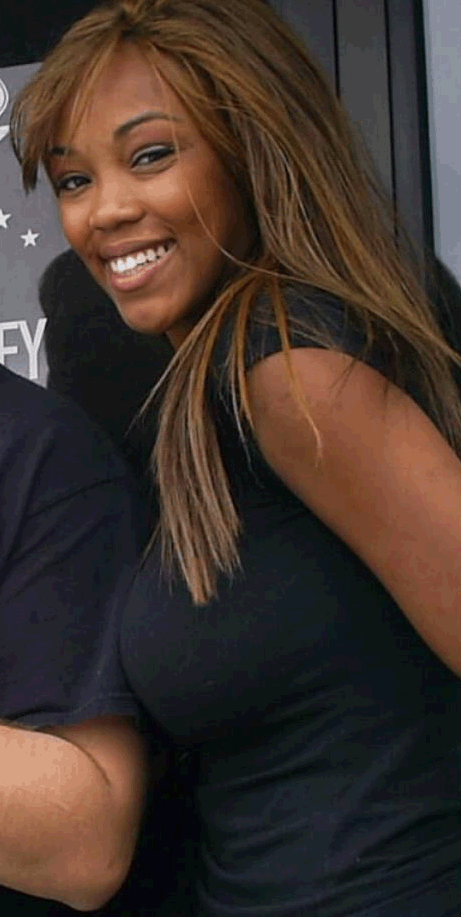
Фокс в декабре 2008 года

2 сентября 2007 года Кроуфорд дебютировала в ещё одном подготовительном отделении WWE Florida Championship Wrestling (FCW), приняв участие в конкурсе на лучшую фигуру. Её дебют на ринге состоялся 25 сентября, когда она вместе с Натальей Нейдхарт одержала победу над Близняшками Белла. Этот матч стал первым из серии командных боёв между девушками, а 23 октября Кроуфорд проиграла Николь в одиночном поединке. На следующей неделе она вместе с Шеймуом О’Шонесси проиграла в смешанном командном матче против Брианны и Кофи Кингстона, а в декабре она вместе с Томми Тейлором проиграла Брианне с Робертом Энтони. В 2008 году девушка продолжила соперничество с сёстрами Белла, однако следующие три матча в паре с Уэлле и Нейдхарт она вновь проиграла. После завершения вражды, Виктория начала проводить матчи против своей бывшей напарницы — Натальи. Однако и против неё она проиграла первый одиночный бой, а потом и командный. И лишь 26 февраля Кроуфорд одержала победу против Нейдхарт.
Вскоре Кроуфорд перешла в один из основных брендов WWE SmackDown, где стала выступать под именем Алисия Фокс. Там она стала отыгрывать роль менеджера Джека Гэбриела, с которым проводила смешанные командные матчи против Майка Круела и Уэсли Холидей, а также против Гейба Тафта и Мелины. Параллельно девушка участвовала и в одиночных поединках. С декабря 2008 года по февраль 2009 года Фокс участвовала в турнире «Королева FCW». По пути к финалу турнира он одержала победу над Дженни Квинн и Тиффани, но в решающем поединке уступила Анджеле Фонг.

#### Выступления в разных брендах (2008—2010)
Дебют Кроуфорд в одном из основных брендов WWE SmackDown состоялся 13 июня 2008 года, когда она сыграла в закулисном сегменте организатора свадьбы Вики Герреро и Эджа. Через месяц, за день свадьбы пары, Triple H запечатлел на камеру как Фокс и Эдж целуются. На шоу The Great American Bash она попыталась помочь Эджу, но была остановлена Герреро. В суматохе Эдж случайно провёл гарпун против Вики и, пока он осознавал сделанное, Triple H провёл против него своё коронный приём Pedigree, а после и удержание.
После трёхмесячного отсутствия на телевизионных шоу WWE, 18 ноября Фокс приняла участие в шоу ECW в качестве менеджера английского рестлера Ди Джея Гэбриела. WWE объяснило этот переход, что во время хитауса Фокс попыталась перенести свой бизнес по организации свадеб в Англию, где она и встретила Гэбриела. Вскоре пара стала враждовать с Бёрчилами (Полом и Кэти Ли). 6 января 2009 года Фокс дебютировала на ринге ECW, однако уступила Кэти Ли, но уже на следующей неделе она в паре с Гэбриелом одержала победу над Бёрчилами. В марте пара также враждовала с Тайсоном Киддом и Натальей. На Рестлмании XXV Фокс приняла участие в королевском бое 25 див, в котором победу одержал Сантино Марелла.
15 апреля 2009 года Алисия в результате дополнительного драфта WWE 2009 года перешла в SmackDown. 30 апреля она дебютировала на ринге в качестве плохого персонажа, и в команде вместе с Мишель Маккул одержала победу над Марией и Гейл Ким. Девушки вскоре образовали альянс и стали регулярно выступать вместе в командных матчах, а также помогать друг другу в одиночных поединках. Так, Фокс находилась рядом с Мишель когда ты выиграла титул чемпиона WWE среди женщин на шоу The Bash. Алисия также враждовала несколько недель с Марией, однако их поединки не показывались по телевидению.

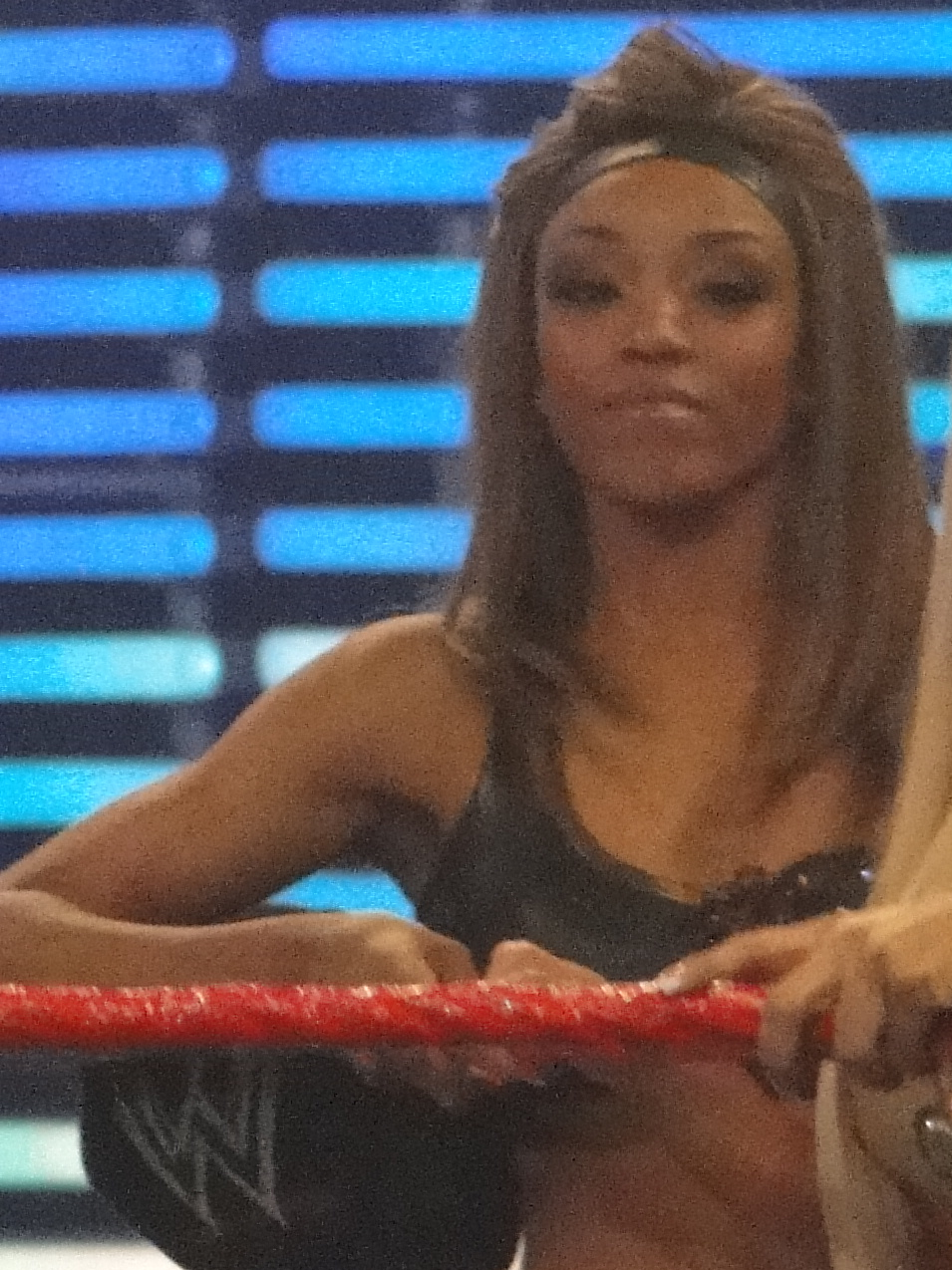
Алисия Фокс на шоу Королевская битва 2010 года

29 июля было объявлено, что Фокс переводится на бренд Raw. Дебют девушки в новом шоу состоялся спустя неделю, когда она командном матче с Марис проиграла Гейл Ким и Микки Джеймс. 13 июля Алисия вместе с Марис и Розой Мендес одержала победу в командном бое шести див. 10 августа девушка принимала участие в четырёхстороннем матче за право стать первым претендентом на бой за титул чемпиона среди див, однако не смогла одержать в нём победу. Спустя месяц она всё же сумела стать претендентом № 1 на чемпионский бой, одолев в поединке Гейл Ким. Её первый шанс побороться за чемпионский пояс выпал на шоу Hell in a Cell, однако она не смогла одержать победу над Микки Джеймс. Несмотря на это поражение девушка продолжила отыгрывать одну из ведущих ролей в WWE и 2 ноября, став победителем в королевском бое, вновь получила право на чемпионский поединок. В этот раз её противостоял новый чемпион — Мелина, но как и в предыдущий раз Фокс не удалось одержать победу. В январе 2010 года Алисия приняла участие в турнире по определению нового чемпиона див. В первом раунде она оказалась сильнее Келли Келли, но в полуфинале уступила Гейл Ким. На Рестлмании XXVI Фокс в командном матче 10 див одержала победу, но уже на следующий день её команда проиграла в матче-реванше. Спустя неделю она участвовала в королевском бое десяти див «Dress To Impress» по определению претендента № 1 на чемпионский бой, но победить не смогла.
В мае 2010 года у Фокс началась сюжетная линия с Заком Райдером. Райдер попросил девушек поприсутствовать на нескольких его поединках, чтобы он мог выбрать себе нового валета. 10 мая, во время поединка Райдера против Эвана Борна, Алисия попыталась помочь Заку, но была остановлена Гейл Ким. На следующей неделе Борн и Ким одержали победу над Райдером и Фокс, а после боя Алисия напала на своего напарника по команде в надежде произвести впечатление на приглашённого ведущего Raw Эштона Кутчера.

#### Чемпионка див и различные сюжетные линии (2010—2015)

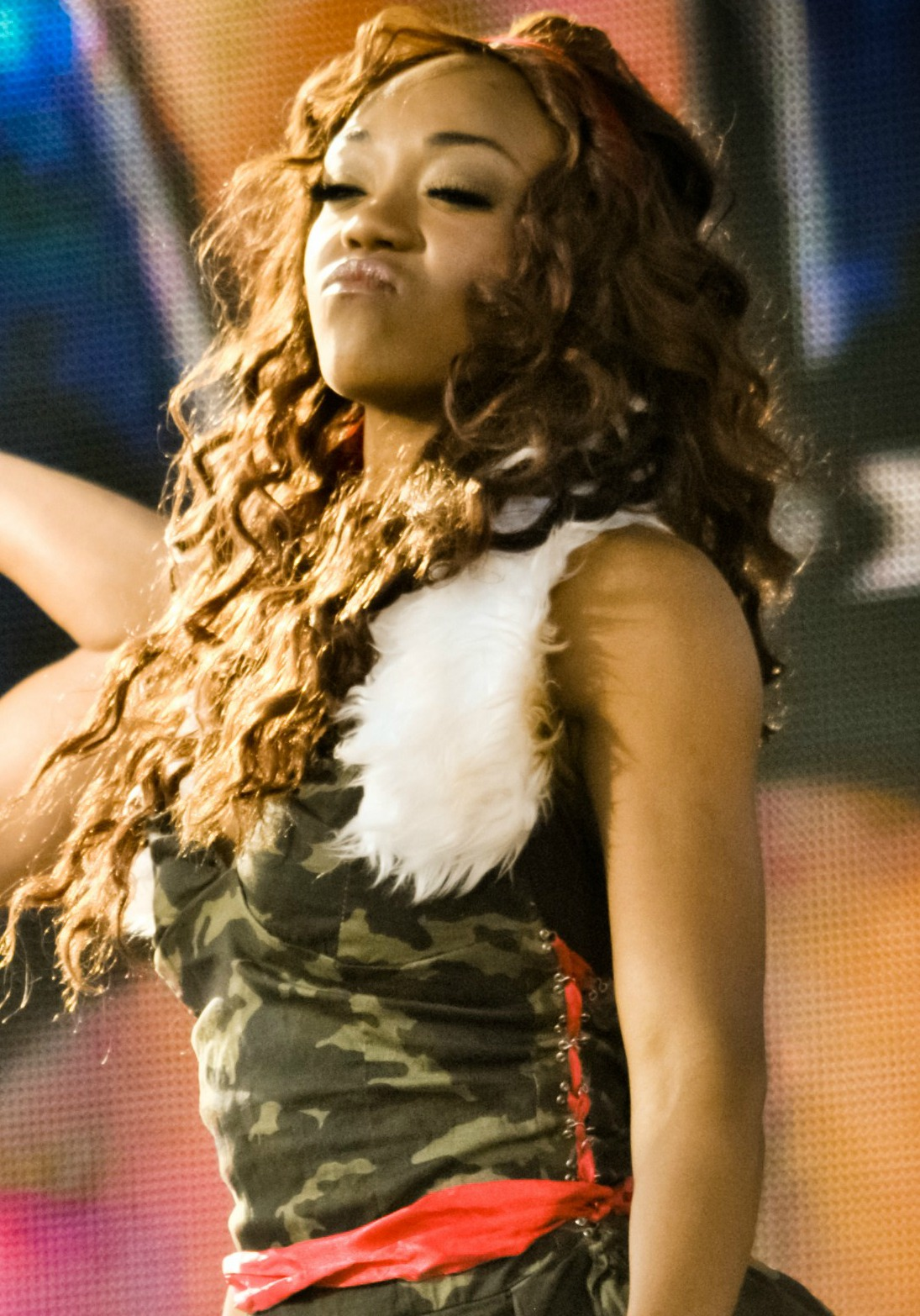
Фокс на шоу Tribute to the Troops 2010

20 июня 2010 года на шоу Fatal 4-Way Фокс выпал шанс побороться за титул чемпионки див WWE. В четырёхстороннем матче кроме неё и действующего чемпиона Ив Торрес также участвовали Гейл Ким и Марис. В самом матче Алисии удалось удержать на лопатках Марис и впервые в своей карьере завоевать чемпионский титул, став первой афроамериканкой, завоевавшей титул чемпиона среди див In her first title defence, on the July 5 episode of Raw, Fox successfully defended the championship against Eve after feigning an ankle injury. Уже 5 июля Фокс провела успешную защиту титула против Марис, которая во время боя симулировала травму голеностопа. Хотя Марис и проиграла поединок, её уловка сработала и ей дали шанс побороться за чемпионский титул на шоу Money in the Bank, однако и там сильнее оказалась Алисия. В августе в WWE после травмы вернулась Мелина, которая напала на Фокс, после чего объявив себя непобедимой и величайшей чемпионкой в истории. Первоначально девушки встретились в не титульном поединке, сильнейшем в котором оказалась Мелина, а уже 15 августа на шоу SummerSlam Алисия проиграла чемпионский титул.
31 августа было объявлено, что Фокс станет наставником Максин в третьем сезоне NXT. На шоу Максин под руководством Алисии смогла дойти только до второго раунда, после чего выбыла из дальнейшего участия. 6 сентября Фокс получила право на матч-реванш за чемпионский титул, однако не смогла одержать победу над Мелиной. В декабре Алисия безуспешно участвовала в королевском бое, победитель которого получал звание «Дива года» на ежегодной церемонии Slammy Award. Она также участвовала в трёхстороннем матче первых претенденток на бой за чемпионских титул, но и в нём проиграла.
26 апреля 2011 года в результате дополнительного драфта WWE Фокс перешла обратно в SmackDown, где стала отыгрывать роль плохого персонажа, однако уже в первом же матче проиграла Лейле, в котором также получила травму плеча. Вернувшись на ринг в конце мая, Фокс стала выступать в паре с Таминой Снука. Девушки регулярно проводили командные матчи против Кейтлин и Эй Джей, в которых практически всегда одерживали победу. Союз Фокс и Тамины распался 11 августа, когда на шоу Superstars Фокс одержала победу над Таминой в одиночном поединке.
После того, как 19 августа девушки проиграли командный матч, Фокс напала на свою напарницу, что привело к вражде между двумя рестлерами. Алисия начала отыгрывать роль хорошего персонажа и вместе с другими девушками WWE противостоять Натальи и Бет Финикс, которые сформировали альянс The Divas of Doom, а также часто встречалась с ними в одиночных поединках. Эта сюжетная линию продолжалась первую половину 2012 года, во время которой Фокс проиграла как командный матч против The Divas of Doom, так и одиночные против Финикс и Натальи. Во второй половине 2012 года — начале 2013 года Алисия редко выходила на ринг, а когда появлялась там, чаще всего проигрывала матчи. В середине 2013 года Фокс приняла участие в обновлённом шоу WWE NXT, где участвовала в турнире по определению первого чемпиона NXT среди женщин. На турнире она в первом раунде оказалась сильнее Бэйли, но в полуфинале уступила Пэйдж. В сентябре Фокс вошла в состав команды чемпионки WWE среди див Эй Джей Ли, которая соперничала с девушками WWE, принимающими участие в съёмках реалити-шоу Total Divas.

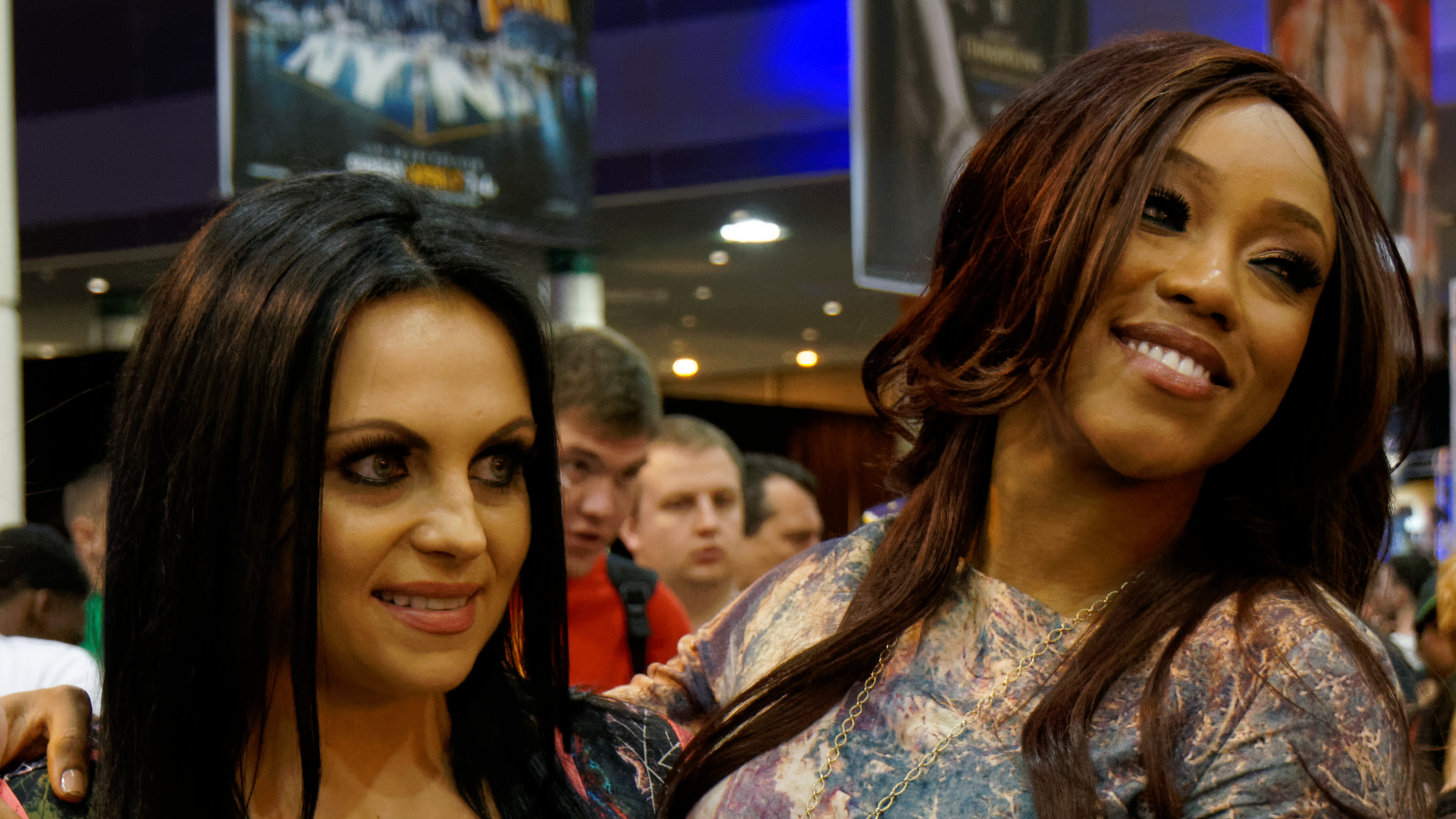
Члены альянса «Фоксана» Аксана (слева) и Алисия Фокс (справа) в апреле 2014 года

В январе 2014 года Фокс вместе с Аксаной сформировали группировку под названием Фоксана (англ. Foxsana). В апреле Алисия участвовала в «Пригласительном турнире Вики Герреро» на Рестлмании XXX, однако победить в нём ей не удалось. Вскоре девушка начала вражду с новой чемпионкой Пэйдж. Девушки провели серию поединков на шоу Raw, Main Event и WWE Superstars, во всех которых победу одержала Пэйдж. Эти поражения привели к началу новой сюжетной линии, согласно которой, после очередного поражения Фокс вышла из себя и начала кричать на ринг-аннонсера, рефери и болельщиков. Однако вскоре, 19 мая на шоу Raw, Алисия смогла одержать победу над Пэйдж и получила право побороться за чемпионский титул на шоу Payback, который она в итоге проиграла. 9 июня Алисия ещё раз проиграла чемпионке и после боя напала на Аксану, тем самым положив конец их альянсу.
После небольшого перерыва в выступлениях, Фокс вернулась на телевизионные шоу WWE 29 сентября. Она смогла одержать победу над Эй Джей с помощью своей бывшей соперницы Пэйдж, после чего девушки сформировали альянс против Эй Джей. На шоу Hell in a Cell вмешательство Фокс в поединок Пэйдж стоил последней чемпионского титула, что привело к противостоянию между девушками. На ноябрьском шоу Survivor Series в традиционном командном матче на выбывание команда Фокс одержала победу над командой Пэйдж. В январе 2015 года Фокс начала враждовать с Наоми, во время которого она ненадолго сформировала альянс с Мизом и Дэмиеном Миздоу и это трио одержало победу над Наоми и братьями Усо. 13 апреля Алисия приняла участие в королевском бое по определению претендента номер один на бой за чемпионский титул, но не смогла в нём одержать победу.

#### Команда Белла (2015—2016)
15 января Пэйдж предложила нескольким дивам, в том числе и Фокс, присоединится к ней в противостоянии с Близняшками Белла, однако никто на её предложение не согласился. А уже через три дня Алисия помогла Бри Белле в поединке против Пэйдж, тем самым объединилась с сёстрами, сформировав «Команду Белла». Девушки стали доминировать на ринге, что привело к тому, что Стефани Макмэн объявила «революцию» в женском подразделении WWE. Она представила новичков компании — Шарлотту и Бекки Линч, которые объединились с Пэйдж, а также чемпиона NXT среди женщин Сашу Бэнкс, вошедшую в команду к Наоми и Тамине. Вскоре эти три группировки стали враждовать, что вылилось в ряд матчей, один из основных которых прошёл на шоу SummerSlam. В трёхстороннем командном матче на выбывание команда Белла смогла выбить из участия команду B.A.D., однако в бою победу одержала команда PCB (Пэйдж, Шарлтотта, Линч). 25 августа Фокс приняла участие в финальном эпизоде шестого сезона шоу Tough Enough, в котором одержала победу вначале над Амандой, а затем и над Сарой Ли. В конце 2015 года Фокс в изредка участвовала в одиночных и командных матчах с Бри Беллой, в то время как Никки Белла отсутствовала из-за травмы.

#### Raw (2016—н.в.)
На Драфте 2016 Алисия была отправлена на Raw. Основной её фьюд был против Наи Джакс, которой она проигрывала раз за разом. На Survivor Series 2016 была в женской команде Raw и элиминировала Кармеллу, после чего была элиминирована Алексой Блисс.

## Другие проекты
С июля 2013 года Фокс участвовала в качестве приглашённого актёра в первых двух сезонах реалити-шоу WWE и канала E! Total Divas. В октябре 2014 года она вошла в основной состав программы. В 2013 году она также приняла участие в шоу Cupcake Wars, в котором сыграла судью вместе с ещё одной дивой WWE Лейлой. В 2014 году она вместе с Мизом представили одну из наград на церемонии Cartoon Network Hall of Game Awards. Она также сыграла небольшую роль в двух эпизодах сериала канала Syfy «Доминион», вышедших в июле 2015 года.
Персонаж Алисии Фокс присутствует в нескольких видео-играх WWE: WWE SmackDown vs. Raw 2011, WWE ’12 (DLC), WWE ’13 и WWE 2K16.

## В рестлинге

### Любимые приёмы
- Завершающие приёмы
  - Foxy Bomb (Powerbomb)[31] — 2010
  - Foxy Drop (Somersault leg drop[англ.])[101] — 2011—2013; с тех пор используется как коронный приём
  - Foxy Buster (Modified leg drop bulldog[англ.])[78] — 2014—н. в.
  - Watch Yo' Face[102][103] (Scissors kickg[англ.] против наклонённого или стоящего на коленях оппонента)[104] — 2009—н. в.
- Коронные приёмы
  - Big boot[англ.],[105][106]
  - Bridging Northern Lights suplex[англ.][66][107][108]
  - Canadian backbreaker rack[англ.][107][109]
  - Corner slingshot back elbow[англ.][110]
  - Elevated surfboard stretch[англ.][111][112]
  - Knee drop[англ.] на лежащего на спине противника. Иногда выполняется несколько раз подряд[113][114]
  - Matrix evasion[англ.][113][115]
  - Monkey flip[англ.][116]
  - Различные варианты удержания: Roll-up[англ.][117], Schoolgirl[англ.][113][115], Small package[англ.][113][117], Split legged sunset flip[англ.][66][118][119]
  - Reverse chinlock[англ.][120][121]
  - Single leg dropkick[англ.] против приближающего соперника[115][122]
  - Single leg Boston crab[англ.][104][114][115]
  - Tilt-a-whirl backbreaker[англ.][107][109]
- С Никки Беллой
  - Double axe handle[англ.])[123][124]
  - Diving double axe handle[англ.] со второго каната на руку соперника[123]
  - Double suplex[англ.][123][125]

### Прозвища
- «The Bona-fide Diva»[15]
- «The Foxy Floridian»[15]
- «The Foxy One»[15]

### Музыкальные темы
- - «Party On» Джим Джонстон (18 ноября 2008 — 30 апреля 2009; использовалась совместно с Ди Джеем Габриелем)[126]
  - «Shake Yo Tail» Билли Линкольн (30 апреля 2009—2011)[21]
  - «Pa-Pa-Pa-Pa-Party» Джима Джонстона (2011—н. в.)[127]
  - «You Can Look (But You Can’t Touch)» Джима Джонстона и исполненная Ким Соззи[128] (25 июня 2015—н. в.; используется во время выступлений в составе Команды Белла)
  - «Beautiful Life» CFO$[129] (11 января 2016—н. в.; используется во время выходов вместе с Бри Беллой)

### Титулы и достижения
- Ohio Valley Wrestling
  - Женский чемпион OVW (1 раз)
- World Wrestling Entertainment
  - Чемпион WWE среди див (1 раз)[6]
  - Чемпион WWE 24/7 (1 раз)[130]
- Pro Wrestling Illustrated
  - №17 в списке 50 лучших женщин-рестлеров 2010 года[131]
- Wrestling Observer Newsletter
  - Худший фьюд года (2015) Команда PCB против Команды B.A.D. против Команды Белла[132]
  - Худший матч года (2013) с Эй Джей, Аксаной, Кейтлин, Розой Мендес, Саммер Рэй и Таминой Снукой против Бри Беллы, Кэмерон, Евы Мари, Джо Джо, Наоми, Натальи и Никки Беллы 24 сентября[133]